# Esmeril

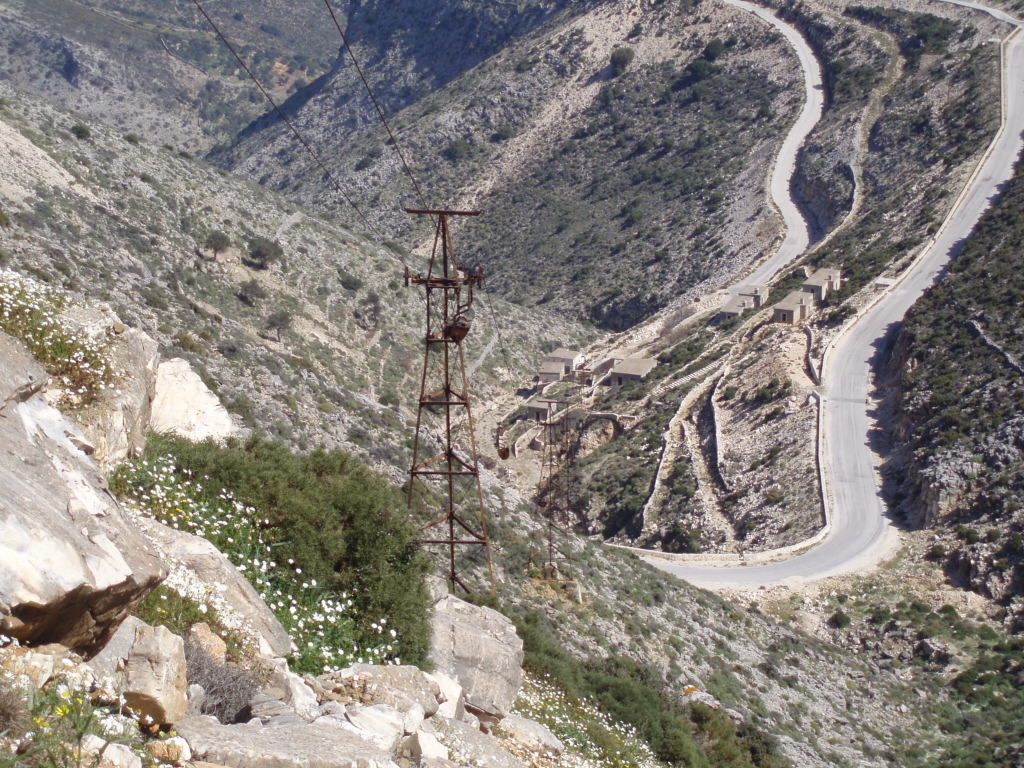
Mina de esmeril na ilha de Naxos.

Esmeril é uma pedra muito dura que consiste basicamente de corindo (óxido de alumínio) e minerais do grupo das espinelas como a magnetita ou a hercinite. O esmeril industrial pode conter uma variedade de outros minerais e compostos sintéticos como a magnésia, mulita, e sílica.
Turquia e Grécia são os principais fornecedores de esmeril do mundo. Estes dois países produziram cerca de 17.500 toneladas do mineral em 1987. Em particular, os depósitos de esmeril de Naxos são minerados desde a antiguidade.
Uma pequena quantidade de esmeril é usado em produtos abrasivos revestidos, mas o seu principal uso nos Estados Unidos, é em  pisos e pavimentos resistente ao desgaste. Muitas toneladas são supostamente enviados para a Ásia para ser utilizado na moagem de arroz.

## Leitura de apoio
- Oberg, Erik; Jones, Franklin D.; Horton, Holbrook L.; Ryffel, Henry H. (2000), Machinery's Handbook, ISBN 0-8311-2635-3 26 th. ed. , New York: Industrial Press Inc.